# The Maze Runner
The Maze Runner är en dystopisk science fiction-drama-thrillerfilm från 2014 i regi av Wes Ball, baserad på romanen från 2009 med samma namn skriven av James Dashner. Filmen hade premiär i USA och Sverige den 19 september 2014. Den svenska regiduon Björn Stein och Måns Mårlind fick förfrågan om att regissera filmen, men tackade nej efter att ha läst manuset.

## Handling
Thomas (spelad av Dylan O'Brien) vaknar upp i en hiss. Det enda han kommer ihåg är att han heter Thomas. När hissen stannar kommer han till en glänta (the Glade) och träffar "gläntingarna" (the Gladers). Där välkomnas han av Newt (Thomas Brodie-Sangster) och Alby Wallah (Aml Ameen). Dagen efter Thomas dykt upp kommer det en tjej, Teresa (Kaya Scodelario). Den första någonsin. Men när hon är i koma hör Thomas en röst i sitt huvud, en tjejröst. Thomas bestämmer sig för att bli en löpare (runner) och kommer då ut i labyrinten. Tillsammans med resten av gläntingarna och Teresa måste Thomas lösa labyrinten och ta sig därifrån.

## Rollista
| Dylan O'Brien          | – Thomas      |
| Kaya Scodelario        | – Teresa      |
| Thomas Brodie-Sangster | – Newt        |
| Will Poulter           | – Gally       |
| Ki Hong Lee            | – Minho       |
| Blake Cooper           | – Chuck       |
| Aml Ameen              | – Alby Wallah |
| Alexander Flores       | – Winston     |
| Jacob Latimore         | – Jeff        |
| Chris Sheffield        | – Ben         |
| Dexter Darden          | – Frypan      |
| Randall D. Cunningham  | – Clint       |
| Joe Adler              | – Zart        |
| Patricia Clarkson      | – Ava Paige   |

## Produktion
Filminspelningen ägde rum i Baton Rouge och Jackson, Louisiana och avslutades officiellt den 12 juli 2013.